# Fysisk egenskab
En fysisk egenskab er enhver egenskab, der er målbar, og hvis værdi beskriver en tilstand i et fysisk system. Forandringerne i et systems fysiske egenskaber kan anvendes til at beskrive dets transformationer eller udviklinger mellem dets momentære tilstande. Fysiske egenskaber beskrives ofte som observerbare. De er ikke modale egenskaber. Kvantificerbare fysiske egenskaber kaldes fysiske kvantiteter.
| Fysik | Spire Denne artikel om fysik er en spire som bør udbygges. Du er velkommen til at hjælpe Wikipedia ved at udvide den. |